# Coleophora vernella
Coleophora vernella é uma espécie de mariposa do gênero Coleophora pertencente à família Coleophoridae.